# 艾倫湖

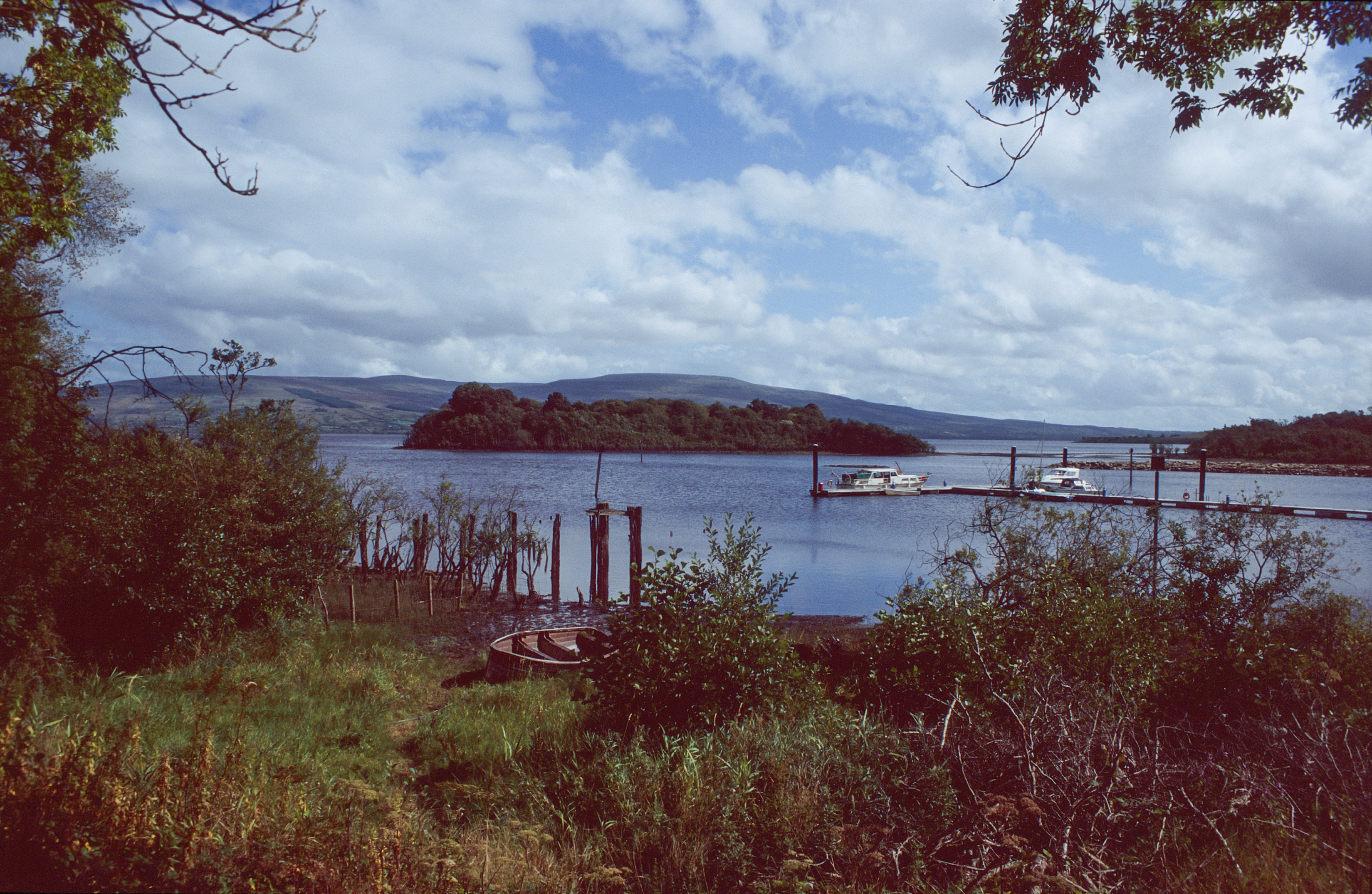
艾倫湖

艾倫湖是愛爾蘭的一座湖泊，面積35平方公里，位於愛爾蘭北部的利特里姆郡。
艾倫湖是香農河流經過的三座湖泊之中最北端的一座，另外兩座分別是里湖以及德格湖。湖畔有德朗香波、巴里納格雷拉（Ballinaglera）以及阿里格納（Arigna）等城鎮。